# Steep Canyon Rangers
Steep Canyon Rangers es una banda estadounidense de bluegrass con base en las localidades de Asheville y Brevard, en Carolina del Norte.  
Formada originalmente en 2000, la banda se ha hecho ampliamente conocida desde 2009 por colaborar con el actor y banjoista Steve Martin. En 2013, fueron galardonados con un premio Grammy al Mejor Álbum de Bluegrass por su álbum Nobody Knows You. 

## Historia

### Inicios
Steep Canyon Rangers fue formado en 2000 por estudiantes la Universidad de Carolina del Norte en Chapel Hill. El grupo principal estaba formado por Woody Platt (guitarra), Graham Sharp (banjo), Charles R. Humphrey III (contrabajo), Platt, Mike Guggino (mandolina) y Lizzie Hamilton (violín). Con esta formación grabaron sus dos primeros álbumes de música original: Old Dreams and New Dreams y Mr. Taylor's New Home . En 2001, obtuvieron el primer premio en Lyons (Colorado), en la competición de bandas del Festival Rockygrass, lo que le valió a la banda una actuación en el escenario principal al año siguiente. Hamilton dejó el grupo en 2003, pero las intensas giras continuaron con una rotación de violinistas que condujeron al CD homónimo Steep Canyon Rangers (lanzado en 2004) en Rebel Records. El álbum contenía una docena de canciones originales más y contó con violinistas invitados, incluido Josh Goforth.
En julio de 2004, el violinista Nicky Sanders se unió a la formación. Al año siguiente grabaron su cuarto álbum de estudio, One Dime at a Time, con el productor Mike Bub ( Del McCoury Band). En 2006, la banda ganó el premio Artista Emergente del Año en la ceremonia de premios de la Asociación Internacional de Música Bluegrass. Tras el lanzamiento de su quinto álbum en 2007, la banda recibió dos nominaciones más a la IBMA por Mejor Álbum ( Lovin' Pretty Women ) y Interpretación Gospel del Año ("Be Still Moses"). 

### Asociación con Steve Martín
En mayo de 2009, el banjoista y comediante Steve Martin le pidió a Steep Canyon Rangers que actuaran con él (como sexteto) en un concierto benéfico para la Biblioteca Pública de Los Ángeles.  Esta primera actuación colaborativa tuvo lugar en el Club Nokia de Los Ángeles y fue recibida con gran aclamación. Posteriormente, Martin pidió a la banda que lo acompañaran en una "gira mundial de bluegrass" que llevaría al grupo a lugares como el Carnegie Hall  de Nueva York, el Royal Festival Hall en Londres y el Wang Center en Boston. Durante su estancia en Inglaterra, el grupo también actuó en el programa de televisión musical, Later with Jools Holland.  El 27 de junio de 2009, Steve Martin y SCR aparecieron en una transmisión de A Prairie Home Companion. Poco después, Martin tocó con la banda en el festival Hardly Strictly Bluegrass en San Francisco y Benaroya Hall en Seattle.  Martin apareció con los Steep Canyon Rangers en el Festival de Música Bonnaroo 2010 y luego en Austin City Limits el 6 de noviembre de 2010. El 4 de julio de 2011, Martin y SCR actuaron durante el concierto anual emitido por el canal de televisión pública estadounidense PBS, en conmemoración del Día de la Independencia en el jardín oeste del edificio del Capitolio de los Estados Unidos. 
En el verano de 2010, Steve Martin y SCR grabaron su primer álbum colaborativo, Rare Bird Alert en Echo Mountain Recording en Asheville (Carolina del Norte). El álbum contenía temas compuestos principalmente por Martin y contó con apariciones vocales invitadas de Paul McCartney y las Dixie Chicks. El álbum se lanzó en marzo de 2011. Martin y los Rangers fueron nombrados conjuntamente Artistas del Año en la ceremonia de premios IBMA en Nashville en septiembre de ese mismo año.  En mayo de 2012, Martin and the Rangers tocaron en la quinta edición anual delDelFest como actuación principal. 
En abril de 2013, Martin y la banda publicaron Love Has Come for You, un álbum de colaboración con Edie Brickell.  Como parte de la promoción de este trabajo, hicieron apariciones musicales en programas de entrevistas, como The View y Late Show con David Letterman.  La canción que da título al álbum ganó el premio Grammy a la mejor canción de American Roots.
En septiembre de 2017, Steep Canyon Rangers lanzó The Long-Awaited Album con Steve Martin.  Unos meses más tarde, Out in the Open fue lanzado el 26 de enero de 2018, pero sin Steve Martin en la banda. 

## Discografía

### Álbumes
- 2001: Old Dreams and New Dreams (Steep Canyon Music)
- 2002: Mr. Taylor's New Home (Bonfire Records)
- 2004: The Steep Canyon Rangers (Rebel Records)
- 2005: One Dime at a Time (Rebel Records)
- 2007: Lovin' Pretty Women (Rebel Records)
- 2009: Deep in the Shade (Rebel Records)
- 2011: Rare Bird Alert (met Steve Martin) (Rounder Records)
- 2012: Nobody Knows You (Rounder Records)
- 2013: Tell The Ones I Love (Rounder Records)
- 2014: Steve Martin and the Steep Canyon (Rangers featuring Edie Brickell LIVE) (Rounder Records)
- 2015: Radio (Rounder Records)
- 2017: The Long-Awaited Album (met Steve Martin) (Rounder Records)
- 2018: Out in the Open (Ramseur Records)
- 2019: North Carolina Songbook (Yep Roc Records)
- 2020: Be Still Moses (Rounder Records)